# Municipio de Empire (Misuri)
El municipio de Empire (en inglés: Empire Township) es un municipio ubicado en el condado de Andrew en el estado estadounidense de Misuri. En el año 2010 tenía una población de 423 habitantes y una densidad poblacional de 3,83 personas por km².

## Geografía
El municipio de Empire se encuentra ubicado en las coordenadas 39°59′45″N 94°40′37″O / 39.99583, -94.67694. Según la Oficina del Censo de los Estados Unidos, el municipio tiene una superficie total de 110.52 km², de la cual 109,62 km² corresponden a tierra firme y (0,82 %) 0,9 km² es agua.

## Demografía
Según el censo de 2010, había 423 personas residiendo en el municipio de Empire. La densidad de población era de 3,83 hab./km². De los 423 habitantes, el municipio de Empire estaba compuesto por el 93,85 % blancos, el 0,47 % eran afroamericanos, el 4,26 % eran asiáticos y el 1,42 % eran de una mezcla de razas. Del total de la población el 1,65 % eran hispanos o latinos de cualquier raza.